# Remache pop

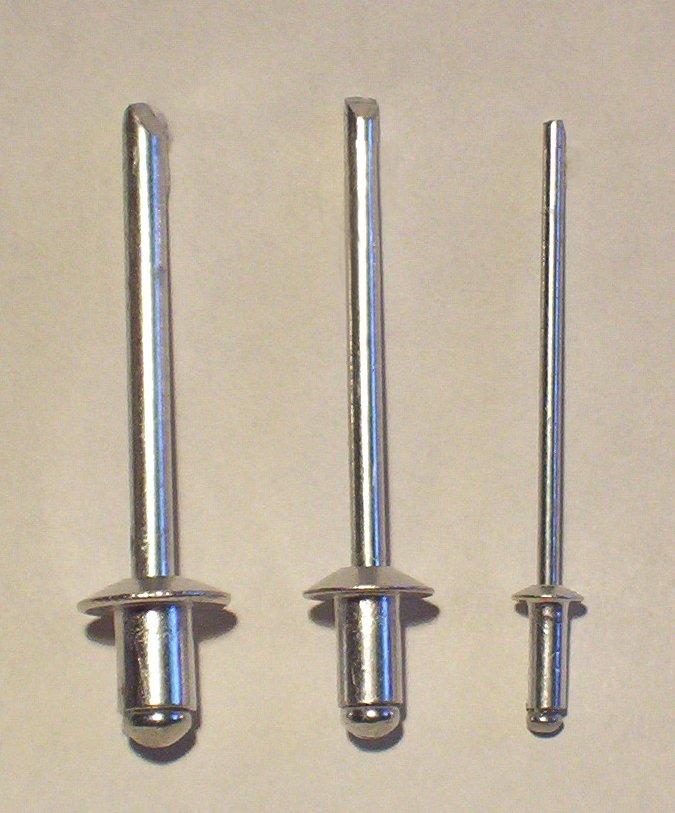
Tres remaches ciegos tipo POP: 1/8", 3/32" y 1/16" de aluminio.

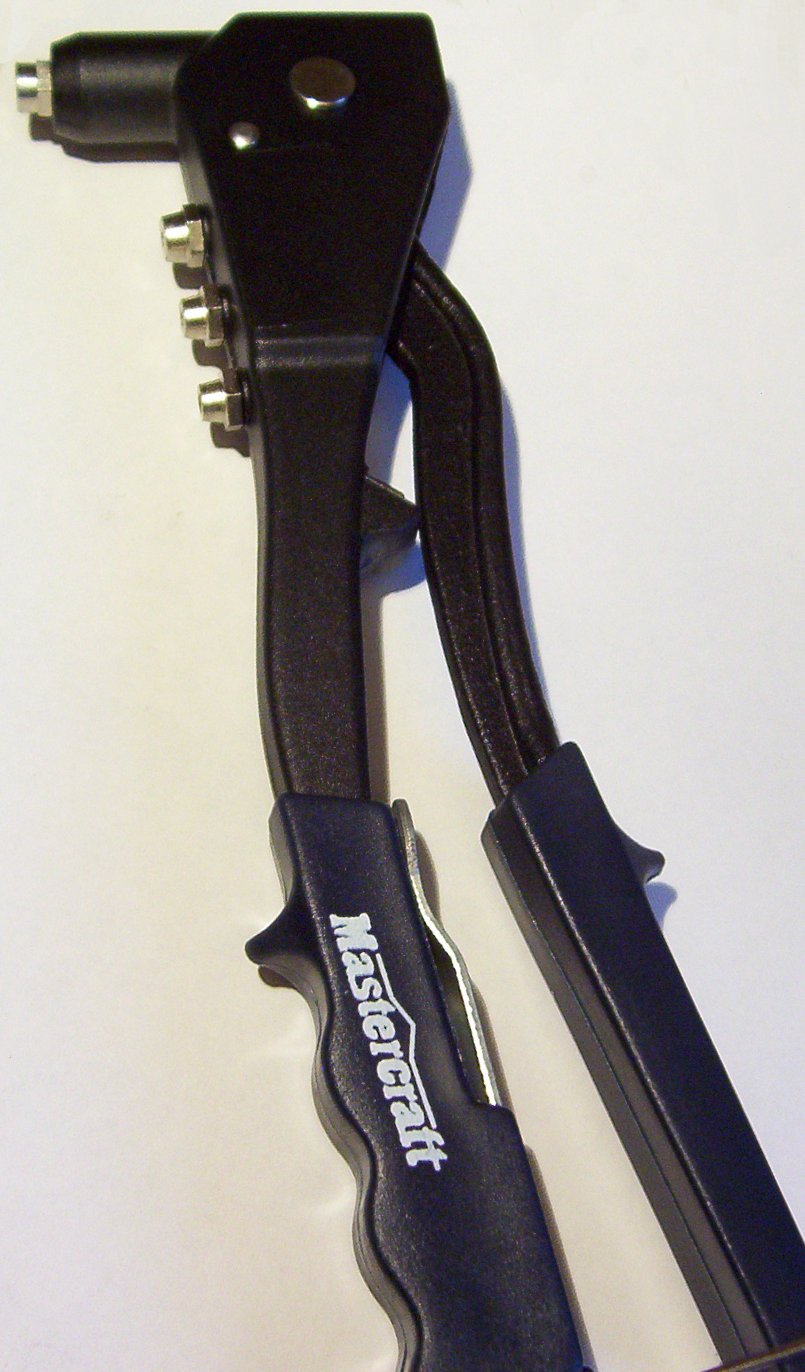
Una remachadora Mastercraft.

Un remache POP (Pop Rivets, en inglés) (POP es una marca registrada por el inventor del remache, Tucker Fasteners Ltd (Birmingham), actualmente Emhart Teknologies) o remache ciego consta del cuerpo del remache (perno, pieza hueca) y una pieza alargada llamada vástago, espiga o mandril (maciza, en el interior del perno). Es un artefacto diseñado para unir o sujetar firmemente piezas (principalmente en forma de lámina) entre sí. Previo a la adopción del remache ciego, para la instalación de un remache se requerían típicamente dos personas para ensamblarlo, una que sostenía un martillo de remaches en un lado y una segunda persona con una barra de choque en el otro extremo.  
El remache pop fue inventadó por el ingeniero británico Hamilton Neil Wylie y lo patentó en 1916. 
Hamilton Neil Wylie patentó un método para instalar remaches tubulares desde un lado, en lugar del método típico de golpear el eje de metal hacia abajo mientras se sujeta una plataforma contra la parte posterior del conjunto. El diseño de remache de Wylie usaba un mandril de extracción, cuyo extremo tenía que asegurarse con una tuerca o por algún otro método. 
Inventores como Carl Cherry y Lou Huck experimentaron con otras técnicas  para expandir remaches sólidos. A diferencia de los remaches sólidos, el remache POP puede insertarse por un solo extremo sujetándolo por el vástago y colocando la cabeza en la perforación existente entre las dos superficies a unir (comúnmente placas o láminas). 
El cuerpo del remache es manufacturado por alguno de los tres métodos siguientes:
1. Alambre - método más común-
2. Tubo - común en medidas grandes, no es más fuerte que el de tipo alambre.
3. Hoja - menos popular, es la opción más débil.

Los remaches ciegos son ampliamente usados, cuando la unión puede efectuarse solo por un lado. La cabeza se coloca en un agujero taladrado previamente en las partes a unir y se tira del vástago de modo que pase a través del cuerpo del remache (cabeza), para que éste se expanda. En tanto la cabeza se expande debido a la esfera que tiene en el extremo ciego el vástago, la sujeción se hace más firme; esto se puede efectuar en varios pasos. En determinado momento el vástago alcanza el punto de rotura rompiéndose y quedando alojada una parte del mismo en el cuerpo del remache.
Este proceso requiere de una herramienta denominada remachadora, la cual consiste en un sistema mecánico que posee unas mordazas de acero tratado que, debido a un movimiento combinado de sujetar y tirar y posteriormente avanzar sobre el cuerpo del vástago libremente en retroceso, van expandiendo el remache al interior del barreno. Al romperse el vástago del remache éste queda alojado en la boquilla de la remachadora sujetado por las mordazas, y al simple movimiento de retroceso de las manijas de la remachadores el vástago queda liberado.
El procedimiento es rápido y simple, la fuerza para fijarlo está determinada por el diseño del cuerpo y cabeza del remache, el calibre y longitud de las partes a unir o sujetar. En algunos casos se usan en madera cuando no se requiere de una extraordinaria fuerza para unir, -y en todo caso se usa pegamento lográndose un mejor efecto estético-, también se usan en el plástico. Su uso es extendido en el área metal-mecánica como la industria automotriz e industria aeronáutica.